# Diócesis de Rancagua
La diócesis de Rancagua (en latín: Dioecesis Rancaguensis) es una circunscripción eclesiástica de la Iglesia católica en Chile. Se trata de una diócesis latina, sufragánea de la arquidiócesis de Santiago de Chile. Desde el 8 de junio de 2021 su obispo es Guillermo Patricio Vera Soto.

## Territorio y organización

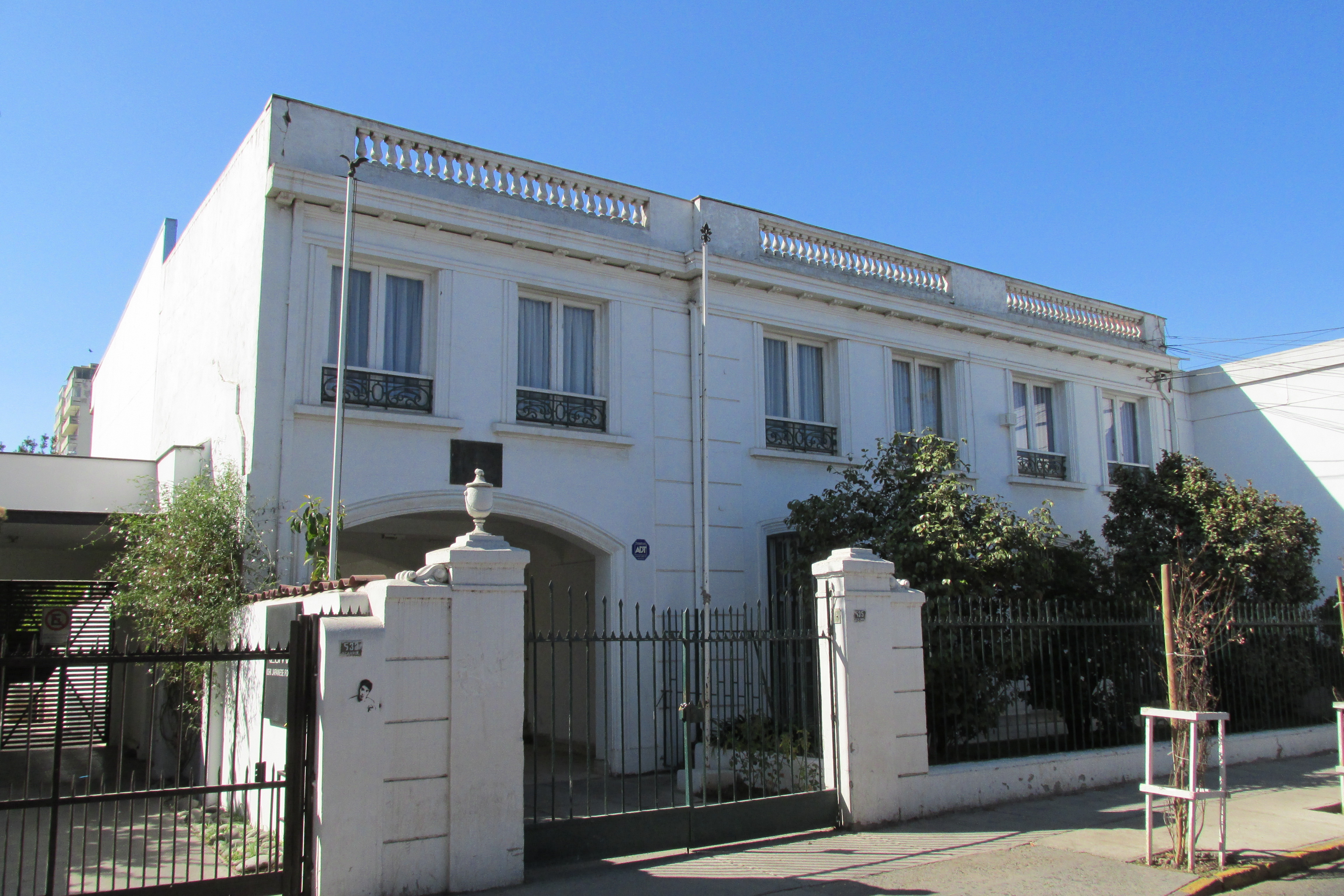
Sede del obispado en Rancagua

La diócesis tiene 16 046 km² y extiende su jurisdicción sobre los fieles católicos de rito latino residentes en las provincias de Cachapoal, Colchagua y Cardenal Caro (excepto la comuna de Navidad) de la región del Libertador General Bernardo O'Higgins.

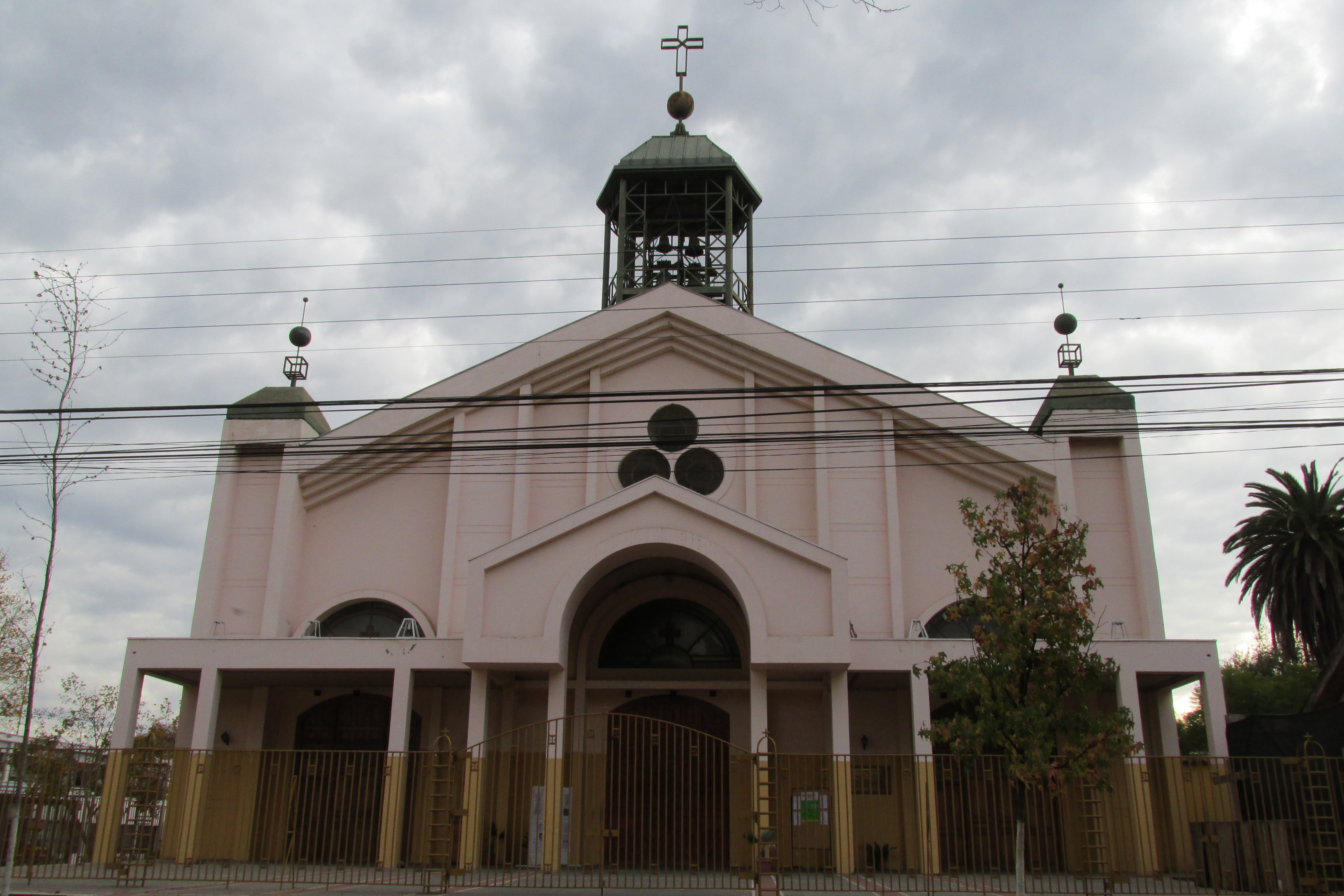
Basílica de Santa Ana, en Rengo

La sede de la diócesis se encuentra en la ciudad de Rancagua, en donde se halla la Catedral de El Sagrario. En Rengo se encuentra la basílica de Santa Ana, elevada al grado de basílica menor por el papa Juan Pablo II el 6 de mayo de 1997, siendo una de las tres basílicas regionales entre las nueve de Chile. En Pelequén se halla el Santuario de Santa Rosa, en donde se celebra una festividad el 30 de agosto, dedicada a esta santa.

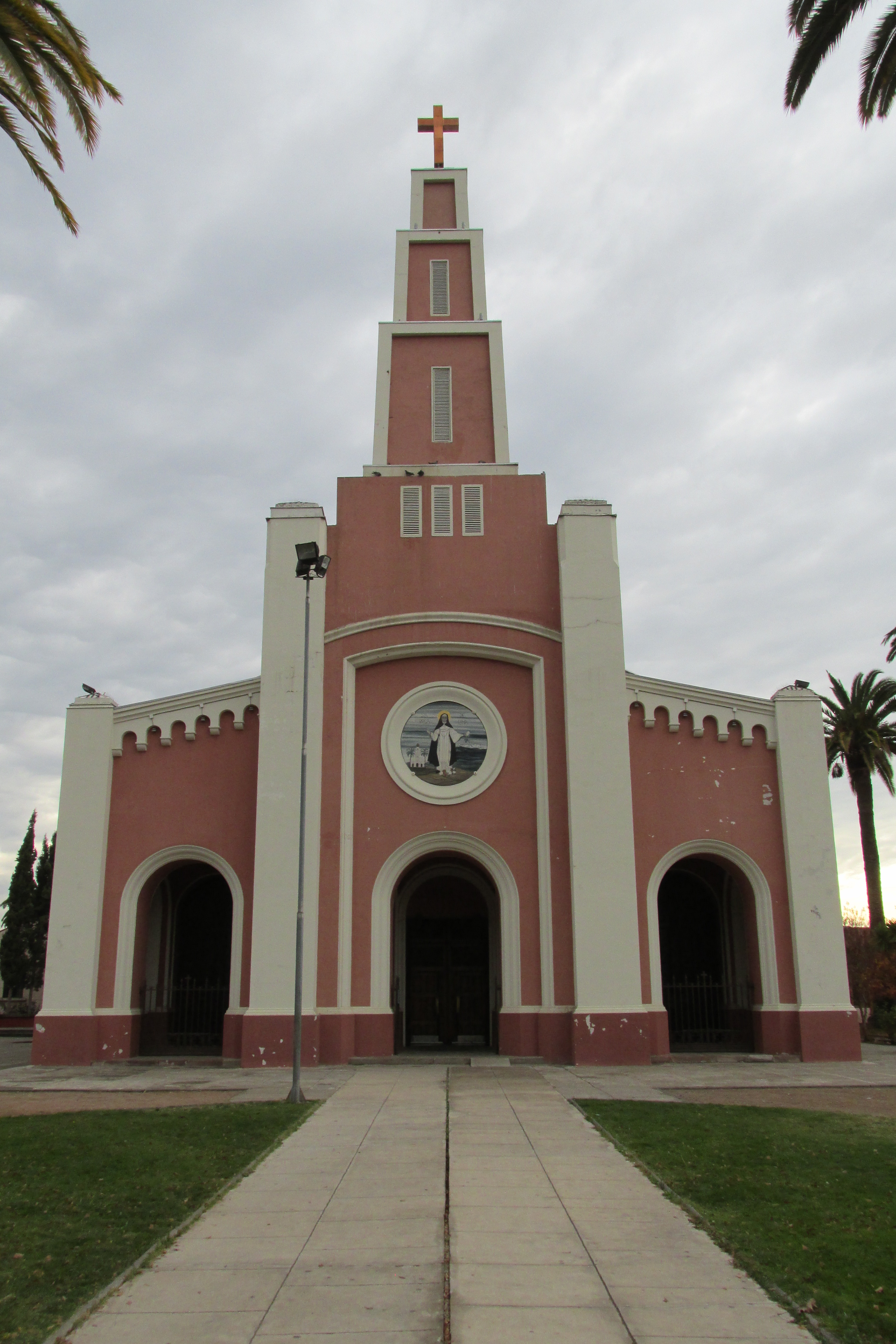
Santuario de Santa Rosa, en Pelequén

En 2020 en la diócesis existían 67 parroquias agrupadas en 6 decanatos:
Decanato Rancagua
- El Sagrario, en Rancagua
- La Merced, en Rancagua
- San Francisco de Asís, en Rancagua
- Nuestra Señora del Carmen, Sector Alameda, en Rancagua
- Madre de la Divina Providencia, Pobl. Centenario, en Rancagua
- San Agustín Hipona, Villa La Leonera, en Rancagua
- Santo Cura de Ars, Villa Don Mateo, en Rancagua
- Cristo Rey, Sector Baquedano, en Rancagua
- Santa Clara de Asís, Sector Lourdes, en Rancagua
- Divino Maestro, Villa Magisterio, en Rancagua
- Santa Gemita, Pobl. San Luis, en Rancagua
- San José Obrero, Pobl. Granja, en Rancagua
- Nuestra Señora del Monte Carmelo, Villa Teniente, en Rancagua
- Santísima Trinidad, Villa Costa del Sol, en Rancagua
- San Juan Bautista, en Machalí
- La Sagrada Familia, Nogales, en Machalí

Decanato Purísima
- Nuestra Señora del Carmen, en Graneros
- Inmaculada Concepción, en La Compañía
- Nuestra Señora de la Merced, en Codegua
- San Francisco de Asís, en Mostazal

Decanato Santa Rosa
- Jesús Crucificado, en Los Lirios
- San José, en Requínoa
- Nuestra Señora del Carmen, en Olivar Alto
- San Nicodemo, en Coínco
- Nuestra Señora de la Asunción, en Quinta de Tilcoco
- Nuestra Señora del Rosario, en Guacarhue
- Nuestra Señora del Rosario
- Santa Ana, en Rengo
- San Judas Tadeo, en Malloa
- Nuestra Señora de la Merced, en Corcolén
- Santa Rosa de Lima, en Pelequén

Decanato Santos Apóstoles
- Asunción de María, en Lo Miranda
- Nuestra Señora de la Merced, en Doñihue
- Nuestra Señora de la Merced, en Coltauco
- San Juan Evangelista, en San Vicente de Tagua Tagua
- Nuestra Señora de la Merced, en Zúñiga
- Santo Toribio, en Pencahue
- Inmaculada Concepción, en Peumo
- Nuestra Señora del Rosario, en Pichidegua
- Sagrado Corazón, en Las Cabras
- San José, en El Manzano

Decanato San Fernando-Chimbarongo
- San Fernando Rey, en San Fernando
- San Agustín, en San Fernando
- Nuestra Señora del Carmen, San Fernando
- Santa Rita de Casia, Sector Poniente, en San Fernando
- La Santa Cruz, en Tinguiririca
- San José, en Chimbarongo
- Nuestra Señora de la Merced, en Chimbarongo
- Parroquia Nuestra Señora del Carmen, en San Enrique, Chimbarongo

Decanato Cardenal Caro
- La Santa Cruz, en Santa Cruz
- Jesús Buen Pastor, en Santa Cruz
- La Sagrada Familia, en Palmilla
- Sagrado Corazón, en Isla de Yáquil
- San José, en Cunaco
- Nuestra Señora de la Merced, en Nancagua
- San Francisco de Asís, en Placilla
- San Antonio de Padua, en Chépica
- Nuestra Señora del Carmen, en Auquinco
- Natividad de la Santísima Virgen María, en Lolol
- Nuestra Señora del Rosario, en Pumanque
- San Francisco Javier, en Peralillo
- Nuestra Señora de la Merced, en Marchigüe
- San Nicolás de Tolentino, en La Estrella
- Nuestra Señora del Rosario, en Litueche
- Inmaculada Concepción, en Pichilemu
- San Andrés, en Ciruelos
- Nuestra Señora de las Nieves, en Paredones
- San Francisco de Asís, en San Pedro de Alcántara

## Historia
La diócesis fue erigida el 18 de octubre de 1925 con la bula Apostolicis muneris del papa Pío XI, obteniendo el territorio de la arquidiócesis de Santiago de Chile. Su primer obispo fue Rafael Lira Infante.
En 1934 se estableció el seminario diocesano, dedicado a Cristo Rey.
El 30 de abril de 1970, en virtud del decreto Spirituali Christifidelium de la Congregación para los Obispos, adquirió la comuna de Santa Cruz, que pertenecía a la diócesis de Talca. El 18 de junio del mismo año cedió el departamento de Maipo al arzobispado de Santiago de Chile.
El 25 de noviembre de 1987 fue nombrado obispo de Rancagua Jorge Medina Estévez, quien fue creado cardenal el 21 de febrero de 1998 por el papa Juan Pablo II.
En julio de 2003 Alejandro Goić Karmelić, entonces obispo de Osorno, fue nombrado por el papa Juan Pablo II como obispo coadjutor de Francisco Javier Prado, con derecho a sucesión. Así en 2004 cuando Prado presentó la renuncia por edad, Goic se convirtió en el sexto obispo de Rancagua.
El día 28 de junio de 2018, luego de que el papa Francisco aceptara la renuncia de Alejandro Goić, hubo un período de sede vacante de tres años, en los cuales hubo dos administradores apostólicos. Primero, Luis Fernando Ramos Pérez y luego Juan Ignacio González.
El 8 de junio de 2021 el papa Francisco nombró como obispo de Rancagua y séptimo en la historia diocesana, a Guillermo Vera Soto, hasta entonces obispo de Iquique. En una sencilla Eucaristía (debido a los cuidados de la pandemia del Coronavirus), asumió la Diócesis el 23 de julio de 2021. Vera Soto asumió la diócesis el 23 de julio de 2021.

## Estadísticas
Según el Anuario Pontificio 2021 la diócesis tenía a fines de 2020 un total de 699 568 fieles bautizados.
| Año                                                                             | Población            | Población | Población      | Sacerdotes | Sacerdotes    | Sacerdotes    | Bautizados por sacerdote | Diáconos permanentes | Religiosos | Religiosos | Parroquias |
| Año                                                                             | Bautizados católicos | Total     | % de católicos | Total      | Clero secular | Clero regular | Bautizados por sacerdote | Diáconos permanentes | Varones    | Mujeres    | Parroquias |
| ------------------------------------------------------------------------------- | -------------------- | --------- | -------------- | ---------- | ------------- | ------------- | ------------------------ | -------------------- | ---------- | ---------- | ---------- |
| 1949                                                                            | 280 000              | 310 000   | 90.3           | 95         | 47            | 48            | 2947                     |                      | 78         | 122        | 44         |
| 1966                                                                            | 464 789              | 502 861   | 92.4           | 142        | 61            | 81            | 3273                     |                      | 118        | 168        | 51         |
| 1968                                                                            | 438 738              | 499 382   | 87.9           | 125        | 50            | 75            | 3509                     | 1                    | 110        | 200        | 48         |
| 1976                                                                            | 419 724              | 475 386   | 88.3           | 84         | 39            | 45            | 4996                     | 4                    | 75         | 171        | 57         |
| 1980                                                                            | 488 500              | 547 000   | 89.3           | 85         | 42            | 43            | 5747                     | 3                    | 69         | 128        | 58         |
| 1990                                                                            | 538 000              | 646 000   | 83.3           | 102        | 48            | 54            | 5274                     | 5                    | 80         | 164        | 58         |
| 1999                                                                            | 582 000              | 710 000   | 82.0           | 118        | 62            | 56            | 4932                     | 12                   | 81         | 164        | 60         |
| 2000                                                                            | 567 772              | 696 369   | 81.5           | 121        | 65            | 56            | 4692                     | 13                   | 81         | 164        | 60         |
| 2001                                                                            | 581 736              | 714 000   | 81.5           | 118        | 62            | 56            | 4929                     | 12                   | 86         | 140        | 62         |
| 2002                                                                            | 597 189              | 728 280   | 82.0           | 117        | 61            | 56            | 5104                     | 12                   | 86         | 140        | 63         |
| 2003                                                                            | 610 652              | 772 000   | 79.1           | 119        | 63            | 56            | 5131                     | 39                   | 87         | 140        | 62         |
| 2004                                                                            | 624 501              | 780 627   | 80.0           | 127        | 74            | 53            | 4917                     | 39                   | 83         | 114        | 63         |
| 2014                                                                            | 724 000              | 901 000   | 80.4           | 116        | 71            | 45            | 6241                     | 54                   | 63         | 131        | 65         |
| 2017                                                                            | 747 090              | 929 260   | 80.4           | 109        | 69            | 40            | 6854                     | 62                   | 56         | 114        | 66         |
| 2020                                                                            | 699 568              | 909 817   | 76.9           | 102        | 60            | 42            | 6858                     | 64                   | 51         | 105        | 67         |
| Fuente: Catholic-Hierarchy, que a su vez toma los datos del Anuario Pontificio. |                      |           |                |            |               |               |                          |                      |            |            |            |

## Episcopologio
- Rafael Lira Infante † (14 de diciembre de 1925-18 de marzo de 1938 nombrado obispo de Valparaíso)
- Eduardo Larraín Cordovez † (9 de julio de 1938-2 de febrero de 1970 renunció[nota 1])
- Alejandro Durán Moreira † (2 de febrero de 1970-30 de mayo de 1986 renunció)
- Jorge Arturo Medina Estévez † (25 de noviembre de 1987-16 de abril de 1993 nombrado obispo de Valparaíso)
- Francisco Javier Prado Aránguiz, SS.CC. † (16 de abril de 1993-23 de abril de 2004 retirado)
- Alejandro Goić Karmelić (23 de abril de 2004-28 de junio de 2018 retirado)
  - Sede vacante (2018-2021)[nota 2]
- Guillermo Patricio Vera Soto, desde el 8 de junio de 2021